# Lokalax

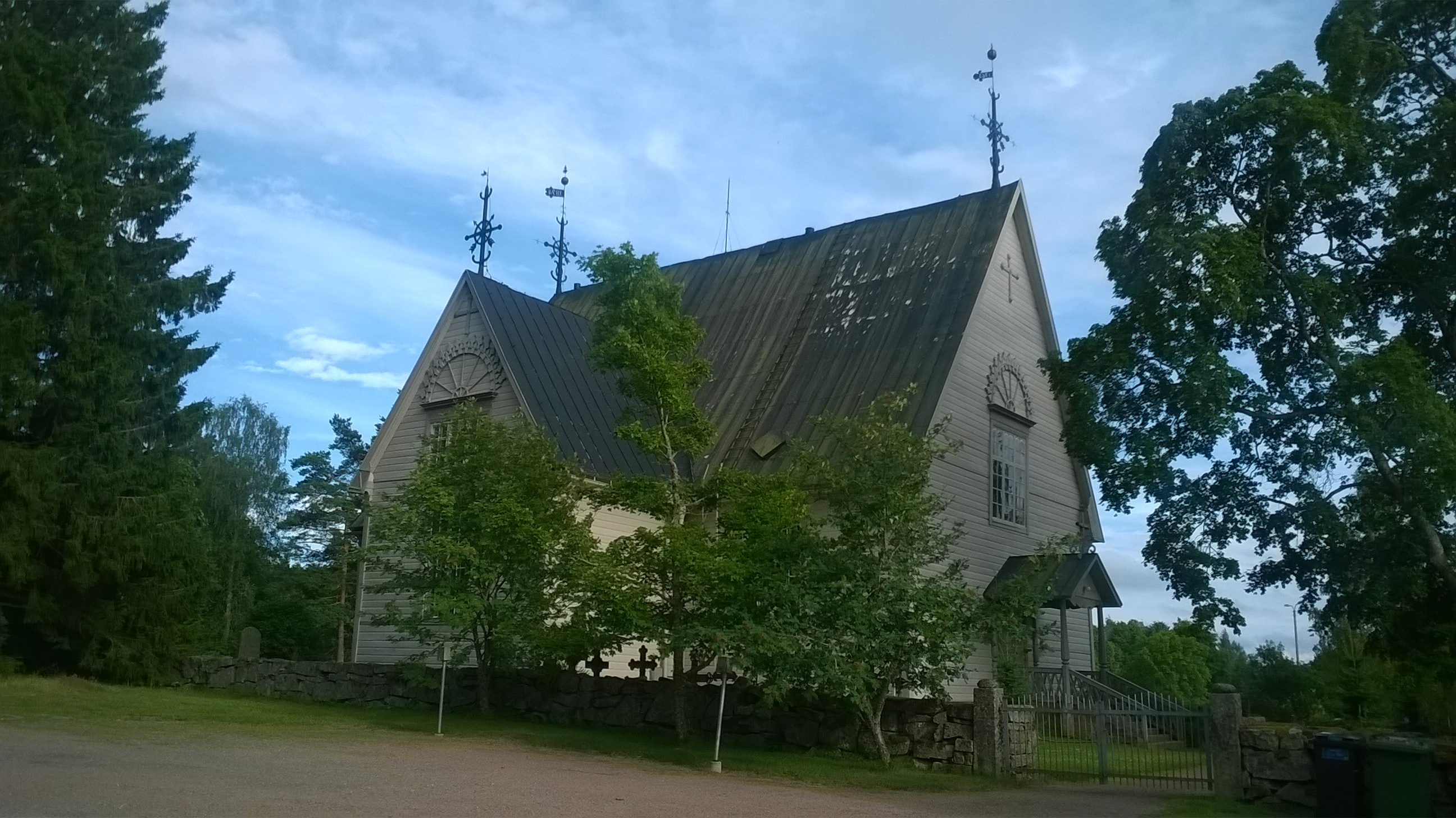
Lokalax kyrka.

Lokalax (finska: Lokalahti) var en kommun i Vemo härad i Åbo och Björneborgs län i Finland. Lokalax uppgick i Nystad den 1 januari 1981. År 1980 fanns det 1 065 invånare i kommunen på en yta av 107,6 km².
Innan kommunsammanslagningen var Lokalax grannkommuner Gustavs, Kaland, Nystad, Tövsala och Vemo.

## Geografi
Lokalax var belägen vid Bottenhavets kust, söder om Nystad. Större delen av Lokalax bestod av fastland, som sträckte sig ut som en bred halvö mot nordväst. Utanför kusten fanns en skärgård med hundratals öar. Lokalax sjöar är i huvudsakligen havsvikar som avskilts från havet på grund av landhöjningen, och den största av dem är sjön Ahmasvesi.

### Byar
Alhontaka, Balkis (finska: Palkkinen), Björkö (finska: Perkiö), Böle (finska: Pyöli), Granö (finska: Kuusisaari) Haaroinen, Hakula, Heikkalanpää, Hermansö (finska: Hermansaari), Kaimanen, Kelo, Kutkumaa, Lokalax (finska: Lokalahti), Loppmeri, Långholm (finska: Pitkäluoto), Martböle (finska: Marttila), Mattböle (finska: Mattinen), Mundila (finska: Muntila), Mähkärlä, Nopperla, Oja, Pietinalho, Pinipaju, Rauttinen, Ristrand (finska: Riihiranta), Rågö (finska: Ruissaari), Skog (finska: Korpi), Skogstrand (finska: Korvenranta), Strand (finska: Ranta), Tammisto, Teerimaa, Tirkkala, Varanpää, Vartsaari, Viljattula, Väättänen, Åböle (finska: Apali)

## Historia
I slutet av medeltiden var Lokalax, liksom dess moderförsamling Vemo, redan tätt befolkat. Största delen av Lokalax hörde till den havsnära tredjedelen av Vemo Puotila län, medan trakterna kring Varanpää i nordväst ingick i Nykyrks län Pettäinen. Lokalax församling grundades när väpnaren Gunnar Elifsson och hans svärson Albrekt Görieshagen lät bygga ett kapell år 1409. Den lydde under Vemo kyrksocken.
Längst in i en numera uppgrundad havsvik ligger det medeltida gårdslänet Balkis (finska: Palkkinen ). Till en början omfattade Balkis län åtminstone byarna Skog (finska: Korpi ), Mattböle (finska: Mattinen ) och Pietinalho. Länet upplöstes redan på 1400-talet som en följd av arvsskiften. Ätten Balks blomstring började senast under andra hälften av 1300-talet då Bero Balk blev biskop i Åbo.
Lokalax var en självständig församling med egen kyrkoherde mellan 1639 och 1690, då den åter blev ett kapell under Vemo. Lokalax gamla kyrkobyggnad färdigställdes år 1639 och den gamla kyrkan ersattes av den nuvarande Lokalax kyrka år 1763. År 1905 blev Lokalax åter en självständig församling, men separationen från Vemo trädde i kraft först 1930.
En strid ägde rum den 17–18 september 1808 mellan svenska landstigningstrupper och ryska försvarsstyrkor vid byn Lokalax i Finland. Landstigningen vid Lokalax resulterade i en rysk seger.
Under vinter- och fortsättningskriget stupade 45 lokalaxbor. Efter krigen bosattes evakuerade från Metsäpirtti på Karelska näset i Lokalax.
Lokalax var en utpräglad jordbrukskommun. Ännu på 1960-talet fick över två tredjedelar av invånarna sin utkomst från jord- och skogsbruk, och det fanns nästan ingen industri i kommunen. På grund av detta började befolkningen minska kraftigt under 1960-talet, och utflyttningen märktes särskilt genom att fiskargårdarna i skärgården övergavs.

## Kända personer från Lokalax
- Bero Balk, biskop
- Kike Elomaa
- Ilkka Kanerva, minister
- Casimir von Kothen
- Arvo Sainio, riksdagsman
- Urpo Vähäranta, idrottare